# 索索蘭加縣
索索蘭加縣（西班牙語：Cantón Sozoranga），是厄瓜多爾的縣份，位於該國南部，由洛哈省負責管轄，面積410平方公里，海拔高度1,520米，2001年人口7,994，人口密度每平方公里19.5人。